# Хиллер, Карл
Карл Хиллер (нем. Karl Hiller, 3 ноября 1846, г. Вюрцбург — 24 апреля 1905, гм. Грац) — доктор права, профессор, ректор Черновицкого университета (1885—1886).

## Биография
Родился 3 ноября 1846 года в г. Вюрцбург, ныне земля Бавария, Германия (тогда — Австрийская империя).
Получил высшее образование, окончив Вюрцбургский университет.
В 1868 году начал подготовительную юридическую практику в местном суде. Через три года Хиллер составил практический экзамен, после чего работал юристом и судьёй.
Занимаясь юридической практикой, не оставляет теоретические занятия с целью получить учёную степень.
Он достиг своей цели в 1871 году, когда защитил докторскую диссертацию в университете города Гейдельберг.
Но и после этого до конца 1872 года продолжал работать над темой «Законность (легитимность) управления относительно исчезновения сопротивления» и занимал должность частного доцента сфере юриспруденции.
В сентябре 1875 года он был принят в только что основанный Черновицкий университет на должность профессора австрийского уголовного права.
1880 году он получил звание ординария, трижды избирался деканом факультета права Черновицкого университета (в течение 1882—1883, 1887—1888 и 1895—1896 годов).
Был избран ректором Черновицкого университета на период 1885—1886 года.
В 1885 году он был удостоен австрийского профессионального титула «Regierungsrat».
За его глубокие знания уголовного права и законодательства Австрии, университет Граца в 1898 году назначил его своим председателем.
Карл Хиллер, находясь на посту, умер в Граце (ныне Австрия; тогда — Австро-Венгерская империя) на 58-м году жизни.

## Основные научно-литературные труды[2]
- «Зал суда» (1874);
- «К вопросу об исчезновении противостояние» (1876);
- «О добровольном отказе от покушения и истинное раскаяние» (реферат ко дню юриста в Германии, 1876);
- «До экспериментальных ученик австрийского уголовного права» (1878);
- «Приложение к учению о конкуренции деликта» (1881);
- «Так называемая идеальная конкуренция» (1885);
- «Новейшие достижения в современном изучении уголовного права» (речь ректора 1885);
- «Уголовное законодательство сегодня» (1894);
- «Нарушение» (характеристика главного собрания ориентационной объединения, 1897).